# Jalen Reagor
Jalen Armand Reagor (nacido el 1 de enero de 1999) es un wide receiver de fútbol americano que actualmente es agente libre. Jugó al fútbol americano universitario en TCU y fue seleccionado por los Eagles en la primera ronda del Draft 2020 de la NFL.

## Primeros años
Reagor nació el 1 de enero de 1999, hijo de Ishia Johnson y el ex ala defensiva de la NFL Montae Reagor. Creció en Waxahachie, Texas, y asistió a la Waxahachie High School, donde se convirtió en una estrella tanto en el fútbol como en el atletismo para los Indios. 
En el campo de fútbol, Reagor produjo temporadas de recepción de 1,000 yardas consecutivas para el entrenador en jefe de Waxahachie y exmariscal de campo de la NFL Jon Kitna y fue seleccionado para jugar en el Juego Under Armour All-America del 2017. Su carrera en atletismo culminó con una medalla de oro en el salto de longitud en la reunión estatal de la High School secundaria de Texas 2017.

## Carrera universitaria
Reagor se inscribió en la Universidad Cristiana de Texas en Fort Worth, Texas, en el verano de 2017 e hizo su debut universitario en la apertura de la temporada de Horned Frogs contra Jackson State con dos recepciones en la victoria 63-0 de TCU. Marcó su primer touchdown colegial dos semanas después cuando atrapó un pase de Hail Mary del mariscal de campo Kenny Hill en la última jugada de la primera mitad en una victoria sobre SMU. Anotó touchdowns en cada uno de los últimos cuatro partidos de la temporada, que incluyó la primera aparición de TCU en el Big 12 Championship Game y una victoria en el Alamo Bowl 2017 sobre Stanford. Por sus esfuerzos, fue nombrado Co- Big 12 Offensive Freshman of the Year.
Antes de su segunda temporada, Reagor cambió de dorsal, pasando del número 1 al 18 que había usado en 2017. Ese otoño, se convirtió en el receptor favorito de las Ranas en una temporada en la que utilizaron tres mariscales de campo iniciales diferentes, convirtiéndose en el primer receptor de TCU en superar las 1,000 yardas desde Josh Doctson. Tuvo una racha de 7 partidos consecutivos con un touchdown de recepción, que incluyó una victoria contra Oklahoma State en la que también registró su primer juego de carrera de 100 yardas. Después de la temporada, fue nombrado segundo equipo All-Big 12. En su temporada 2019, tuvo 43 atrapadas para 611 yardas. Reagor declaró para el Draft de la NFL 2020 después de esta temporada, renunciando a su último año de elegibilidad.

### Estadísticas universitarias
|                        |                        |    | Recepción | Recepción | Recepción | Corriendo | Corriendo       | Corriendo | Patadas devueltas | Patadas devueltas | Patadas devueltas | Punt Devoluciones | Punt Devoluciones | Punt Devoluciones |
| Año                    | Equipo                 | GP | Rec       | Yardas    | TDs       | Coche     | Yardas          | TDs       | Jubilado          | Yardas            | TD                | Jubilado          | Yardas            | TD                |
| ---------------------- | ---------------------- | -- | --------- | --------- | --------- | --------- | --------------- | --------- | ----------------- | ----------------- | ----------------- | ----------------- | ----------------- | ----------------- |
| 2017                   | TCU                    | 14 | 33        | 576       | 8         | 8         | sesenta y cinco | 0 0       | 4 4               | 122               | 0 0               | 0 0               | 0 0               | 0 0               |
| 2018                   | TCU                    | 13 | 72        | 1,067     | 9 9       | 13        | 170             | 2         | 4 4               | 121               | 0 0               | 8                 | 97                | 0 0               |
| 2019                   | TCU                    | 12 | 43        | 611       | 5 5       | 14        | 89              | 0 0       | 5 5               | 72                | 0 0               | 15                | 312               | 1                 |
| Totales universitarios | Totales universitarios | 39 | 148       | 2,248     | 22        | 35        | 324             | 2         | 13                | 315               | 0 0               | 23                | 409               | 1                 |

## Carrera profesional
Reagor fue seleccionado con la selección número 21 en el draft de la NFL 2020 por los Philadelphia Eagles, convirtiéndose en el receptor abierto con mayor reclutamiento de TCU desde el ex All-American Josh Doctson en 2016.